# Pasquale Iachini
Pasquale Iachini (Sant'Omero, 4 giugno 1955) è un allenatore di calcio ed ex calciatore italiano, di ruolo centrocampista.

## Caratteristiche tecniche
Iachini nel corso della sua carriera ha ricoperto diversi ruoli. Inizialmente regista avanzato con licenza di inventare senza obblighi di copertura, ha poi giocato punta, tornante e rifinitore di centrocampo.

## Carriera

### Giocatore

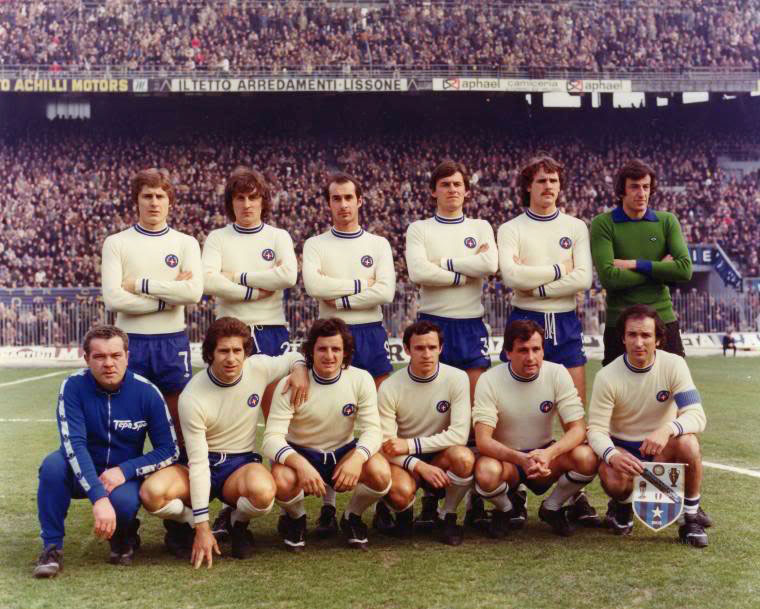
Iachini (in piedi, primo da sinistra) al Como nel 1976

Iachini è cresciuto nelle file del Giulianova; con la formazione giallorossa disputò i campionati giovanili e a 19 anni diventò titolare in serie C (stagione 1974-75). Il suo debutto nella massima serie è avvenuto nelle file del Como nella stagione 1975-1976.
Dopo tre anni in riva al Lario, gli ultimi due dopo la retrocessione dei lombardi, nel 1978 passò al Brescia, dove riconquistò la massima serie nel 1980, dopo una promozione. Seguì un periodo di due anni nel Genoa, stagioni nelle quali realizzò 9 dei suoi 13 gol complessivi in massima serie.
Nel 1983 passò alla Fiorentina, indossando la maglia viola per due anni. A seguire militò per tre anni nella Triestina, in Serie B, prima di chiudere la carriera nel Riccione in Serie C2.
In carriera ha totalizzato complessivamente 150 presenze e 13 reti in Serie A e 183 presenze e 22 reti in Serie B.

### Allenatore
Dopo il ritiro, nel 2010, è diventato uno degli allenatori delle giovanili della Virtus Tre Villaggi, club di Riccione; nel giugno 2014 la società ha cambiato il proprio nome, diventando la Fya Riccione.
Dal 2018 è vice allenatore della prima squadra della Fya Riccione che milita nel campionato di Eccellenza dell'Emilia Romagna.